# Hermann Josef Roth

Hermann Josef Ludwig Roth (pseudônimo: Antonius R. ) (Montabaur, 2 de janeiro de 1938) é um teólogo e cientista alemão, historiador da cultura e da ciência, didata e conservacionista. Parte de seu interesse é o mundo lusófono, especialmente o Brasil. - Abreviatura do autor: HJR. 

## Educação e profissão
Hermann Roth nasceu em Montabaur, filho do administrador distrital Heinrich Roth e sua esposa Gertrud, cujo nome de solteira era Ebert. É sobrinho de Hans Eberhard Franz de Wiesbaden, nomeado Frei Quirino, que é cidadão honorário de Cuiabá.
Após graduar-se no ensino médio em 1957 (com latim, grego e hebraico), viveu primeiro como monge cisterciense e estudou na Universidade de Teologia e Filosofia de Heiligenkreuz, perto de Viena. Após a ordenação sacerdotal (Frankfurt, 1963), esteve ativo em trabalho comunitário/juvenil e também na escola secundária da Abadia de Marienstatt no Westerwald. 
Desde 1966 estudou biologia e química com ciências auxiliares (física, paleontologia), passou nos dois exames estatais como professor de escolas secundárias (1970, 1972) e lecionou em uma escola secundária em Colônia. Ele trabalhou ocasionalmente no cuidado pastoral de paróquias, jovens e idosos. 
Em 1991, o presidente do distrito de Colônia nomeou Roth chefe do departamento de biologia, como parte do programa de treinamento de professores. Ele foi diretor de estudos desde 1995. Em 1990 concluiu seu doutorado em ciências naturais pela Universidade de Nijmegen . 

## Natureza
Familiarizado com sua natureza nativa desde cedo, ele tentou registrar sistematicamente os aspectos geológicos e biológicos da região de montanha do Reno e esteve envolvido no "Mapeamento Florístico da Europa Central" (1971-1988). Ele foi descrito como o "melhor especialista na região do Westerwald". O estudo abrangente desta paisagem forçou questões interdisciplinares, que Roth transferiu então para outros tópicos. Um exemplo importante disso é sua análise da escultura arquitetônica floral de monumentos góticos (Altenberg 1976, Catedral de Colônia 1990) a partir da perspectiva da botânica e da história da arte, na qual ele conseguiu "documentação brilhante" e "interpretação científica exemplar".  
Em geral, Roth vê as descobertas científicas, se possível, em seu contexto intelectual e social-histórico; por exemplo: a evolução diante da tensão entre a fé e o conhecimento, teorias ecológicas e postulados éticos em relação à diversidade com a qual a "natureza" é percebida. 
Roth tem sido ativo na conservação da natureza desde seus tempos de escola e ocupou posições de liderança honorárias, incluindo a administração da Estação Biológica na região “Bergisches Land”. Desde 1975, é membro permanente dos conselhos consultivos paisagísticos a nível municipal e estadual. 

## Cultura
O encontro com os cistercienses levou à busca de vestígios da tumba de Otto von Freising (1114-1158) em Morimond (1963). Em 1979, Roth fundou os Colóquios Cartuxos internacionais.   Mais recentemente, ele tentou tornar novamente popular Alanus ab insulis (Alain de Lille, † 1203) também fora da Antroposofia.
Peter Finke constatou sobre tudo isso: "[...] alguns teólogos [...] também se tornaram excelentes especialistas em certos campos do conhecimento fora da teologia. No caso do Padre Roth, isto é ainda mais complexo, pois ele trabalha tanto nas ciências naturais, quanto nas ciências culturais e humanas. Ele tornou-se ativo em muitos nichos da história regional e cultural, mas igualmente na paisagem e na ciência histórica, e descobriu e arrancou do esquecimento relações factuais que de outra forma dificilmente conheceríamos. [...] Mas como ele não se deixa confinar a uma disciplina, ele encarna a transdisciplinaridade viva: o esforço de tornar visíveis as conexões ocultas, ignorando conscientemente as fronteiras disciplinares". 
A orientação interdisciplinar de Roth se reflete em seu envolvimento no grupo de pesquisa em medicina monástica da Universidade de Würzburg, para o qual ele também conduziu pesquisas no Brasil ou no projeto "pesquisa de paisagem cultural monástica" que iniciou no Centro de Arte de Jardim e Arquitetura Paisagística (CGL - Centre of Garden Art and Architecture) da Universidade Leibniz de Hanôver. 
Ele foi nomeado ou eleito para inúmeros órgãos, por exemplo, Comissão Histórica para Nassau (desde 1978), Fundação do estado da Renânia do Norte-Vestefália (“NRW-Stiftung”) para a proteção da natureza, pátria e cultura em Düsseldorf (1994-2000).

## Além-Mar
As estreitas relações privadas e científicas surgiram sobretudo dos campos de atividade da história da ciência e da medicina monástica, algumas das quais encontraram expressão nas publicações. 

### Estados Unidos
A pesquisa de Roth levou a convites da Western Michigan University para o Congresso Internacional de Estudos Medievais em Kalamazoo, onde ele já lecionou várias vezes.
O estudo do Príncipe Maximilian zu Wied desenvolveu-se em um intercâmbio acadêmico com o Centro de Estudos Ocidentais no Joslyn Art Museum em Omaha. Roth então refez o itinerário de Maximilian e Bodmer em etapas. 

### México
Os registros originais nos arquivos do Mosteiro de Heiligenkreuz referentes ao Padre Dominik Bilimek (1813-1884), conselheiro de Ferdinand Maximilian Joseph von Habsburg, Arquiduque da Áustria e Imperador no México (1832-1867), sugeriam pesquisas suplementares no México. Eles abrangeram estudos na Biblioteca Nacional do México e na biblioteca e arquivos dos dominicanos em Coapa. O programa incluiu visitas de estudo aos locais históricos da intervenção austríaca. 

### Brasil
O Brasil foi o destino da primeira viagem além-mar do Príncipe zu Wied de 1815 a 1817, cujo itinerário foi realizado por Roth em etapas essenciais. As estadias nos mosteiros históricos das cidades costeiras (incluindo Belém, João Pessoa, Olinda, Rio de Janeiro, Salvador, assim como as filiais mais recentes em Manaus e Mato Grosso) serviram para estudar a "medicina monástica". Os custos de viagem foram parcialmente suportados pela empresa farmacêutica "Abtei" (GSK).
Como biólogo e ocasionalmente como convidado do IBDF, Roth explorou extensivamente o Pantanal, empreendeu extensas excursões à Chapada dos Guimarães, ao Rio Guaporé e à Amazônia (também ao Peru até Iquitos), bem como à Mata Atlântica.
No primeiro aniversário do assassinato do Padre Lunkenbein e Bororo Simão, Roth acompanhou o Arcebispo de Cuiabá, Dom Bonifácio Piccinini, a Meruri para uma cerimônia memorial com a permissão especial da FUNAI. Ao mesmo tempo, ele solicitou à ADVENIAT a construção de uma nova igreja em Poconé.
Ele manteve animado intercâmbio com cientistas brasileiros, incluindo os ornitólogos Helmut Sick (1910-1991) e Lenir Alda do Rosário (FATMA Florianópolis) e o botânico Pedro Luís Rodrigues de Moraes (UNESP). Ele forneceu a este último um trabalho de vários meses no Instituto Botânico da Universidade de Bonn para trabalhar no herbário Brasil do Príncipe Maximilian zu Wied.

### Mundo lusófono
O plano de visitar locais históricos em todos os países de língua portuguesa, no âmbito do projeto "Medicina Monástica", somente pôde ser realizado em parte. Além das viagens a Portugal e Madeira, visitas de estudo mais longas só foram possíveis em Cabo Verde, Macau (1999) e Moçambique. 

## Didática, Jornalismo, Bibliofilia
Envolvido no país e no exterior como orador, líder de excursões e em educação ambiental, Roth formulou recomendações correspondentes para o conselho consultivo da Autoridade Paisagística Suprema do estado da Renânia do Norte-Vestefália (1998). As próprias experiências de ensino de Roth foram incorporadas em materiais de ensino e aprendizagem, tais como "Zur Ethik im Biologieunterricht" (Sobre Ética no Ensino da Biologia) (1992), "Erdwissenschaften und Biologie-Didaktik" (Ciências da Terra e Didática da Biologia) (2001) ou no kit experimental para crianças em idade escolar "Ökologie" (Ecologia) (1986), bem como em publicações para todos. As realizações pioneiras foram os "Guias da Natureza" para o Westerwald (1975, 1980) e o "Kölner Naturführer" (Guia da Natureza de Colônia) (1990). 
Como editor, supervisionou as revistas Cistercienser-Chronik. Forum für Geschichte, Kunst, Literatur und Spiritualität des Mönchtums (ISSN 0379-8291; Bregenz, 1973-2013), Natur- und Landschaftskunde (ISSN 0722-7795 Arnsberg, 1995-2000), Biologie regional (governos regionais de Colônia e Düsseldorf, 1991-2002) e "Godesberger Heimatblätter" (2010-2017).
Roth desempenhou um papel pioneiro na fundação do Museu Paisagístico do Westerwald, em Hachenburg.  bem como na assessoria da fundação do museu a céu aberto da região Bergisches Land (Bergisches Freilichtmuseum), em Lindlar. Ele iniciou importantes exposições fornecendo suporte especializado para elas: Os cistercienses. Vida religiosa entre o ideal e a realidade (Aachen 1980), A flora da Catedral de Colônia (Colônia 1989: Jardim Botânico, Fórum da Catedral), Maximilian Prinz zu Wied. Caçador, pesquisador, viajante (Bonn, Colônia, Dortmund, Frankfurt 1995 ss.) , 900 Anos de Cîteaux – Cistercienses da Renânia refletidos na arte do livro (Landesmuseum Mainz 1998/99), 500 Anos do Brasil - Do Reno ao Rio (representação do estado da Renânia-Palatinado Bonn 2000). Ele contribuiu para Männerbande - Männerbünde. Sobre o papel dos homens na comparação cultural (Rautenstrauch-Joest-Museum Colônia 1990) e A Cartuxa de Colônia por volta do ano 1500 (Museu municipal de Colônia 1991). 
Roth ampliou a biblioteca especializada em estudos regionais (Nassovica, Rhenania), que havia sido estabelecida na posse da família, e acrescentou áreas temáticas adicionais (Monastica, Brasiliensia, Acta rerum naturalium). Desde então, a propriedade parcial e os materiais de arquivo foram assumidos por: Arquivo municipal de Montabaur, Fundação história da conservação da natureza (Stiftung Naturschutzgeschichte), Biohistoricum Bonn, Arquivo histórico da arquidiocese de Colônia (Historisches Archiv des Erzbistums Köln), Arquivo da diocese de Limburg (Archiv des Bistums Limburg). 

## Associações
Roth está envolvido em organizações profissionais, por exemplo, como membro fundador da Sociedade Alemã de História e Teoria da Biologia (DGGTB, 1991) e na diretoria da Sociedade de História Natural da Renânia e Vestfália (NHV), bem como em sociedades de história e clubes de caminhadas. 

## Prêmios
- Stipendium der Nassauischen Kulturstiftung (1958)
- Berufung zum korrespondierenden Mitglied beim Dokumentationszentrum Kannenbäckerland, Höhr-Grenzhausen (1976)
- Silberne Ehrennadel der Deutschen Lebensrettungs-Gesellschaft (DLRG, 1977)
- Albert-Steeger-Stipendium des Landschaftsverbandes Rheinland (1979)
- Umweltschutzmedaille der Deutschen Umweltstiftung (1985)
- Bruno H.-Schubert-Preis (1988)
- Goldene Ehrennadel des Westerwald-Vereins (1989)
- Rheinlandtaler, Landschaftsverband Rheinland (1998)
- Preis der Umweltstiftung des Landes Rheinland-Pfalz (2001)
- Bundesverdienstkreuz (Ordem do Mérito da República Federal da Alemanha) (2006)
- Ehrenurkunde der Gesellschaft für Naturschutz und Ornithologie Rheinland-Pfalz (2003)
- Goldene Ehrennadel des Verbandes der Deutschen Gebirgs- und Wandervereine (2007)
- Verdienstorden des Landes Nordrhein-Westfalen (2014)[27]
- Ehrenmitgliedschaft im Naturhistorischen Verein der Rheinlande und Westfalens, Bonn (2018)
- Ehrentaxon Botanik: Habenaria hermannjosef-rothii (2020)[28]

## Publicações
- (seleção)

A obra diversificada e interdisciplinar de Hermann Josef Roth dificulta consideravelmente a visão completa. Por isso, a seguinte lista limita-se aos títulos com conteúdo referente ao mundo lusófono ou aqueles de interesse geral. Além disso, refere-se às duas bibliografias: Cistercienser Chronik 112 (1) 2005, p. 93-104 (ISSN 0379-8291, ciências humanas) e Decheniana 2022 (ISSN 0416-933X, Ciências Naturais).

### Livros / brochuras
- Die Pflanzen in der Bauplastik des Altenberger Domes. Ein Beitrag zur Kunstgeschichte und zur mittelalterlichen Botanik – 156 p., 379 fig., Bergisch Gladbach 1976
- Der Westerwald. Kultur und Landschaft zwischen Rhein, Lahn und Sieg – 294 p., 142 fig., 4Colónia: DuMont 41989 – ISBN 3-7701-1198-2
- Das Bergische Land. Geschichte und Kultur zwischen Rhein, Ruhr und Sieg – 224 p., 16 fig., Colónia: Bachem, 1982 – ISBN 3-7616-0611-7
- Siegerland, Westerwald, Lahn und Taunus. Geologie, Mineralogie und Paläontologie – 176 p, 158 fig., ²Bindlach: Gondrom, 1993 – ISBN 3-8112-1055-6
- Ökologie. Grundlegende Schülerversuche zu Ökologie und Umweltschutz – 71 p., Bonn: Maey, 1986 – [for it:] Schülerheft. 56 p.
- Hessen – 640 p., ca. 70 fig. München: Prestel, 1986 – ISBN 3-7913-0770-3
- Bonn. Von der römischen Garnison zur Bundeshauptstadt. – 364 p., 143 fig.– Köln: DuMont, 1988 – ISBN 3-7701-1970- 3
- Naturkundliche Bibliographie des rechtsrheinischen Schiefergebirges zwischen Lahn und Sieg. Hessen, Nordrhein-Westfalen, Rheinland-Pfalz (= Planaria III) - 202 p., Overath: BSBL, 1989 – ISSN 0931-3737
- Die bauplastischen Pflanzendarstellungen des Mittelalters im Kölner Dom. Eine botanische Bestandsaufnahme (= Europäische Hochschulschriften XXVIII/117) – 196 p., 30 fig., Frankfurt, Bern, New York, Paris: Lang, 1990 – ISBN 3-631-43225-9
- ... und mittendrin der Westerwald. Geschichten und Geschicke in Europas Mitte. Blickpunkte zwischen Mainz und Köln. Paulinus Trier 2008, ISBN 978-3-7902-1627-1
- Montabaur. Schloss und Stadt (= Gr. Kunstführer Bd. 273) – Regensburg: Schnell & Steiner, 2013 – 48 p. – ISBN 478-3-7954-2671-2

### Editor
- Die Zisterzienser. Ausstellungskatalog (= Schriften d. Rhein. Museumsamtes, 10) – 707 p., 1980; ed. com Kaspar Elm & Peter Joerißen – ISBN 3-7927-0573-7
- Unser Bistum. Ereignisse und Gestalten aus der Geschichte des Bistums Limburg. Von Ferdinand Ebert. – 440 p., Grevenbroich: Bernardus, 1993 – ISBN 3-910082-07-6
- Maximilian Prinz zu Wied. Jäger, Reisender, Naturforscher (= Fauna u. Flora Rheinland-Pfalz, Beih. 17) - 357 p., Landau 1995 – ISSN 0938-7684
- Maximilian Prinz zu Wied: Reise nach Brasilien in den Jahren 1815 bis 1817, fol. I u. II. Frankfurt 1820/21 – 404, 364 p., St. Augustin: Gardez!, 2001 – ISBN 3-89796-026-5
- Klostergärten und klösterliche Kulturlandschaften (= CGL-Studies, 6) – München: Meidenbauer, 2009 – 307 p. – ISBN 978-3-89975-167-3 – ed. com Joachim Wolschke-Bulmahn, Carl-Hans Hauptmeyer, Gesa Schönermark – ISBN 978-3-89975-167-3

### Artigos
- Dominik Bilimek, Leben und Werk eines österreichischen Naturforschers. Zur mexikanischen Expedition der Österreicher. In: Sudhoffs Archiv für Geschichte der Medizin und der Naturwissenschaften 49 (4) 1965, p. 338-354, 1 fig.
- Bilimek. Notizen zu seinem Nachlass – Cistercienser Chronik 74, 1967, p. 161-163, 1 fig.; Bregenz. ISSN 0379-8291
- Zur Avifauna des Pantanal, Mato Grosso, Brasilien. In: Charadrius 20, 3, 1984, S. 120-129, 1 Abb.
- Der Große Pantanal und seine Gefährdung – Naturschutz und Naturparke, 125, 1987, p. 26-31, 5 fig.
- Dominik Bilimek. Mönch und Naturforscher im Dienst Maximilians von Mexico-Massimiliano, rilettura di un'esistenza: atti del convegno, Trieste, 4-6 marzo 1987. Trieste: Edizioni della Laguna, 1992, p. 204- 209.
- Principe Maximilian zu Wied-Neuwied, Naturalista e Etnógrafo – Cadernos Germano-  Brasileiros, 31 (3/4) 1993, p. 143-151.
- Prinz Maximilian zu Wied, ein rheinischer Naturforscher des 19. Jahrhunderts – Biologisches Zentralblatt 112, 1993, p. 230-233; Jena.
- Maximilian Prinz zu Wied-Neuwied (1782-1867). Ein rheinischer Ornithologe als Gewährsmann für "Brehm's Thierleben" - Charadrius 30 (3) 1994, p. 132-135; Düsseldorf, Bochum.
- Leben und Wirken des Prinzen Maximilian zu Wied – Fauna und Flora Rheinland-Pfalz, Beiheft 17. Landau 1995, p. 13-26.
- Vorarbeiten zu einer Bibliographie zu Prinz Maximilian zu Wied - Fauna und Flora Rheinland-Pfalz, Beiheft 17. Landau 1995, p. 325-344.
- "Mexikanisches Silber" – Heimat-Jahrbuch Kreis Altenkirchen 39, 1996, p. 136-141, 3 fig.
- Rheinische Naturforscher in Brasilien. Zur 500-Jahrfeier der Landung portugiesischer Seefahrer – Flora Colonia. Mitteilungen Botanischer Garten Köln, vol. 8, 1999/2000, S. 141-157, 10 Abb.
- Maximilian Prinz zu Wied, Forschungsreisender und Ethnograph - Natur und Museum 132 (1) 2001, p. 17-22, 5 fig. Frankfurt: Senckenberg.
- Neuwied als erste Adresse. Korrespondenzen und Begegnungen mit Maximilian Prinz zu Wied – Das Fürstenhaus Wied zur Zeit der Romantik. Neuwied: Kreismuseum, 2002, p. 69-81, 7 fig.
- Missverstandene Klostermedizin – Spektrum der Wissenschaft 3/2006, p. 84-91, 12. f.
- Mutis y Bosio, José Celestino Bruno – BBKL 32, 2011, col. 992-996.
- Plumier, Charles – BBKL 32, 2011, col. 1102-1103.
- Alanus ab Insulis (Alano de Lila/Alain de Lille) – AnáMnesis. Revista semestral de investigacion teológica, México (No. 43) 22, (1) 2012, p. 59-68. ISSN 0188-9567.
- Los Cistercienses, Portadores de Innovaciones en Agricultura, Medicina y Tecnologia - AnáMnesis 22 (2) 2012, p. 55-76.
- Cicero, Romão Batista – BBKL 33, 2013, col. 234-236.
- Maximilian zu Wied. Ornithologe und Forschungsreisender der Alten und Neuen Welt – Gesellschaft für Tropenornithologie. Tagungsband 17, 2013, p. 13-27, 4 fig. ISSN 1618-4408.
- ¿El Mesage e la Biblia o la Teoría de Darwin? – AnÁmnesis 25, 2015, p. 153-164.
- Zuckerhandel als Quelle des Reichtums. Niederländisch-Brasilien im globalen Zusammenhang – Exotismus und Globalisierung. Brasilien auf Wandteppichen, die Tentures des Indes. München: DKV, 2016, p. 51-57.
- Die Forschungsreise des Prinzen Maximilian zu Wied-Neuwied (1782-1867) durch Ost-Brasilien (1815-1817) und ihr herpetologischer Ertrag – Amphibien und Reptilien der Neotropis (= Mertensiella, 23). Rangsdorf: Basilisken, 2016, p. 48-63, 18 fig.
- Na floresta de saía e cártola. Maximilian Principe de Wied: Viagem ao Brasil 1815 até 1817 – do Brasil. Jahrbuch für Brasilien und Freunde der brasilianischen Kultur 2002, p. 115-124, fig.; Greiz/Thüringen. ISBN 3-934673-40-6.
- "Der sterbende Kaiser" und sein Naturforscher. Dominik, Zisterzienser im Dienste des Kaisers Maximilian von México – Magazin für Amerikanistik. Zeitschrift für amerikanische Geschichte 40 (4) 2016, p. 17-21, 5 fig.; 41 (1) 2017, p. 39-43, 5 Abb. ISSN 0170-2513
- Für Preußen an die Front. Prinz Maximilian zu Wied: Der preußische Generalmajor im Spiegel seiner Kriegstagebücher – Schriftenreihe Arbeitskreis Landes-u. Volkskunde, 15. Koblenz: Universität, 2016, p. 60-75, 5 fig. ISSN 1610-8132
- Jagdszenen aus dem Fürstentum Wied. Prinz Maximilian auf Ansitz und Pirsch – Schriftenreihe Arbeitskreis Landes-u. Volkskunde, 16/17. Koblenz: Universität, 2017-2018, p. 56-73, 19 fig.
- Prinz Maximilian zu Wied. Ornithologe der Alten und Neuen Welt. – Die Vogelwarte 55 (4) 2017, p. 320-321, 1 fig. ISSN 0049-6650
- Tropenpracht nach Neuwied gebracht. Prinz Maximilian zu Wied-Neuwied als Botaniker – Heimat-Jahrbuch 2017. Landkreis Neuwied, p. 297-301, 3 fig. ISBN 978-3-9818047-2-0
- Scholastiker und Biologen. Naturforscher im Zwiespalt von Glaube und Wissen – Verhandlungen zur Geschichte der Biologie 19, 2017, p. 19-42. ISBN 978-3-86135-440-6
- Der Prinz zu Wied und sein Wirken im Spiegel von Museen und Ausstellungen – Koenigiana 13 (2) 2019, p. 71-80, 10 fig.; Bonn: Museum Koenig. ISSN 2627-0005
- Deutsche Franziskaner in Mato Grosso 1938-2015. In: Tópicos. Revista da Sociedade Brasil-  Alemanha 60 (3) 2020, p. 31
- Heil und Heilung ‒ Tópicos 60 (4) 2020, p. 22
- Φαρμακοποία. Spuren antiker Heilweisen und Heilslehren in Klöstern ‒ Klostergärten in Deutschland  (= Herrenhäuser Schriften, 11). München: AVM, 2021, p. 21-62, 26 fig.
- La fouille du choer de l’Abbaye en 1963. In: Morimond 1117-2017. Approches pluridisciplinaires d‘un reseau monastique. Nancy: PUN-Éditions Universitaires de Lorraine, 2021, p. 45-50. ISBN 978-2-8143-0588-5
- Klostergärten aus Sicht von Botanik und Kulturgeschichte. In: Jahrbücher des nassauischen Vereins für Naturkunde 142, 2021, p. 29-55, 10 fig.; Wiesbaden

## Media audiovisuais / Materiais didácticos
- Die Zisterzienser. Ordensleben zwischen Ideal und Wirklichkeit - Slideshow with soundtrack, 36 slides, backup 49 p.; ed. with Chrysostomus Schulz - CALIG-Verlag, München 1983
- SVN-Ökologie. Schülerversuchssystem: equipment, chemicals, teachers notes‘, exercise book. Bonn: Prof. Maey, 1986
- Westerwald. Land zwischen Rhein, Lahn und Sieg - Cassette film (50 Min.). arbeda-media Wesseling 1989

## Weblinks
- Deutsche Nationalbibliothek: catalog
- http://www.cist-natur.de
- http://www.zisterzienserlexikon.de/wiki/Hauptseite: Biographia Cisterciensis: Hermann Josef Roth
- http://www.montabaur.de/montabaur/de/STADT%20&%20POLITIK/Stadtgeschichte/Stadtarchiv/ Abt.11.
- http://www.naturschutzgeschichte.de/3_archiv_bibliothek/bibliothek/bibliothek.html
- http://www.autormobil.de
- http://www.rppd-rlp.de